# Federico Echave
Federico Echave Musatadi (Kortezubi, 20 luglio 1960) è un ex ciclista su strada e ciclocrossista spagnolo di origine basca.
Professionista dal 1981 al 1996, conta la vittoria di due tappe alla Vuelta a España e di una tappa al Tour de France.

## Carriera
Corridore con caratteristiche di scalatore, ottenne 41 vittorie da professionista. I principali successi furono una tappa alla Vuelta a Cantabria nel 1982, una tappa alla Vuelta a Asturias nel 1983, la Vuelta a Burgos nel 1984, il Gran Premio Primavera e una tappa alla Vuelta a España nel 1985, il Gran Premio Primavera nel 1986, una tappa al Tour de France e il Circuito de Getxo nel 1987, la Vuelta a los Valles Mineros e la Vuelta a La Rioja nel 1988, la Vuelta a Castilla y León e la Bicicleta Eibarresa nel 1989, una tappa alla Vuelta a España e la Vuelta a Galicia nel 1990, una tappa alla Volta a la Comunitat Valenciana nel 1991, il Gran Premio Primavera e il Grand Prix Teleglobe Montréal nel 1992 e una tappa alla Vuelta al País Vasco nel 1993. Partecipò quindici volte alla Vuelta a España, nove volte al Tour de France, due volte al Giro d'Italia, a nove campionati del mondo su strada e a un mondiale di ciclocross.

## Palmarès
- 1982

1ª tappa Vuelta a Cantabria
Gran Premio Caboalles de Abajo
- 1983

1ª tappa, 1ª semitappa Vuelta a Asturias
Gran Premio Santander
- 1984

3ª tappa Vuelta a Burgos (Briviesca > Miranda de Ebro)
4ª tappa, 1ª semitappa Vuelta a Burgos (Barcina del Barco > Villarcayo)
Classifica generale Vuelta a Burgos
4ª tappa Ruota d'Oro (Medolago > Madone)
- 1985

3ª tappa Vuelta a Andalucía (Linares > Priego de Córdoba)
1ª tappa Volta a la Comunitat Valenciana (Castellón de la Plana > Segorbe)
Klasika Primavera
5ª tappa Vuelta a España (Lugo > Oviedo)
Prologo Vuelta a los Valles Mineros (cronometro)
2ª tappa Vuelta a La Rioja (San Asensio > Logroño)
1ª tappa Vuelta a Galicia (Vigo > Santiago di Compostela)
- 1986

Klasika Primavera
6ª tappa Volta Ciclista a Catalunya (Manresa > L'Hospitalet de Llobregat)
2ª tappa Vuelta a Cantabria
- 1987

1ª tappa, 1ª semitappa Vuelta a Asturias
1ª prova Subida a Arrate-Bicicleta Eibarresa (Eibar > Eibar)
18ª tappa Tour de France (Villard-de-Lans > Alpe d'Huez)
Circuito de Getxo
- 1988

4ª tappa Vuelta a Asturias
3ª tappa Vuelta a los Valles Mineros
Classifica generale Vuelta a los Valles Mineros
Classifica generale Vuelta a La Rioja
- 1989

Classifica generale Vuelta a Castilla y León
1ª prova Subida a Arrate-Bicicleta Eibarresa (Eibar > Zumarraga)
Classifica generale Subida a Arrate-Bicicleta Eibarresa
3ª tappa Vuelta a los Valles Mineros
- 1990

17ª tappa Vuelta a España (Pamplona > Jaca)
1ª tappa Vuelta a los Valles Mineros (Mieres > Tineo)
Classifica generale Vuelta a Galicia
- 1991

3ª tappa Volta a la Comunitat Valenciana (Ibi > Sagunto)
- 1992

Klasika Primavera
Grand Prix Teleglobe Montréal
- 1993

2ª tappa Giro dei Paesi Baschi (Errenteria > Ibardin)
Trofeo Calvià
5ª tappa Vuelta a Mallorca

### Altri successi
- 1982

Criterium di Urretxu
- 1984

Criterium di Vitoria
- 1985

Criterium di Guernica
- 1988

Gran Premio Diputación de Toledo
- 1992

Criterium di Valladolid

## Piazzamenti

### Grandi Giri
- Giro d'Italia:

1990: 5º
1991: 13º
- Tour de France

1984: 39º
1986: 38º
1987: 12º
1988: 25º
1989: non partito (15ª tappa)
1992: non partito (2ª tappa)
1993: 23º
1994: 34º
1996: 40º
- Vuelta a España:

1982: 39º
1983: 41º
1984: 17º
1985: 33º
1986: 36º
1987: 17º
1988: 13º
1989: 4º
1990: 6º
1991: 4º
1992: 5º
1993: 24º
1994: 22º
1995: 18º
1996: ritirato

### Classiche monumento
- Milano-Sanremo

1986: 57º
1989: 60º
1991: 121º
1993: 59º
- Liegi-Bastogne-Liegi

1995: 33º
- Giro di Lombardia

1990: 5º
1991: 53º
1994: 52º

### Competizioni mondiali
- Campionati del mondo su strada

Barcellona 1984 - In linea: 9º
Giavera del Montello 1985 - In linea: 37º
Colorado Springs 1986 - In linea: 10º
Villach 1987 - In linea: 37º
Chambéry 1989 - In linea: 18º
Utsunomiya 1990 - In linea: 14º
Stoccarda 1991 - In linea: 10º
Benidorm 1992 - In linea: 12º
Oslo 1993 - In linea: 43º
- Campionati del mondo di cross

Pontchâteau 1989: 25º
- Coppa del mondo su strada

1990: 10º